# Enco
Enco es un caserío del Fundo Enco en la comuna de Los Lagos, ubicada en el sector este de la comuna, se encuentra en la base del Volcán Mocho-Choshuenco, junto al río Enco y la ruta T-45, muy cercano a la localidad de Choshuenco en la comuna de Panguipulli.

## Hidrología
Enco se ubica junto al río Enco, en sus proximidades se encuentran el estero La Turbina y el río Blanco.

## Accesibilidad y transporte
Enco se encuentra a 12 km de la localidad de Choshuenco a través de la Ruta T-47.